# Фатално привличане
„Фатално привличане“ (на английски: Fatal Attraction) е американски филм от 1987 г., с участието на Майкъл Дъглас, Глен Клоуз, Ан Арчър и др.
Филмът разказва за щастливо женения и успешен адвокат Дан Галахар (Дъглас), който прекарва един уикенд с редакторката Алекс Форест (Клоуз), която ще се обсеби от него и ще го преследва. Филмът получава положителни отзиви от критиците и 6 номинации за наградата Оскар включително: за най-добър филм, най-добър режисьор, най-добра актриса за Клоуз и най-добра поддържаща актриса за Ан Арчър.
„Фатално привличане“ е финансов успех – той събира 320 млн. долара в бокс-офиса, правейки го най-печелившият филм за годината, с бюджета си от 14 млн. долара.